# 한다고촌
한다고촌(吐田郷村)은 나라현 북서부, 미나미카쓰라기군에 속해있던 촌이다. 현재의 고세시의 일부에 해당한다.

## 역사
- 1889년 4월 1일 - 정촌제 시행에 의해  가쓰조군 한다고촌이 성립하였다.
- 1897년 4월 1일 - 군제 시행으로 미나미카쓰라기군이 성립하여 한다고촌은 미나미카쓰라기군 속하게 되었다.
- 1956년 9월 1일 - 가쓰라기촌과 합병해, 가쓰조촌이 성립하여, 동일 한다고촌은 소멸하였다.